# 密会の宿
『密会の宿』（みっかいのやど）は、佐野洋の推理小説のシリーズ。これを原作としたテレビドラマもテレビ朝日とテレビ東京で放送され、それぞれシリーズ化されている。
人目を忍び男女が訪れることから「密会の宿」と呼ばれる旅館「くわの」を舞台に、旅館を経営する女将・桑野厚子と「くわの」に居候する作家志望の久保隆がコンビを組み、連続殺人事件の真相に挑み解決していく。

## 書誌情報
- 密会の宿
  - 新書：アサヒ芸能出版、1964年発行
  - 文庫：徳間文庫、1983年5月発行、ISBN 978-4195674659

初出雑誌  講談倶楽部 (1962年1月号 - 6月号)、推理ストーリー
- 密会の宿2 仮面の客
  - 文庫：徳間文庫、1987年10月発行、ISBN 978-4195683705

初出雑誌 問題小説 (1986年2・5・7・9・11月号、1987年1・3月号)
- 密会の宿3 似ているひげ
  - 文庫：徳間文庫、1988年10月発行、ISBN 978-4195686119

初出雑誌 問題小説 (1987年6・8・10・12月号、1988年4・6・8月号)
- 密会の宿4 周囲の人々
  - 文庫：徳間文庫、1991年10月発行、ISBN 978-4195693988

初出雑誌 問題小説 (1988年11月号、1989年1・7月号、1990年2・6・10・12月号、1991年3月号)
- 傑作選
  - 乱れた末に―「密会の宿」ベストセレクション
    - 文庫：徳間文庫、2000年11月発行、ISBN 978-4198914042

## テレビドラマ
- テレビ朝日版（1984年11月3日 - 1993年6月5日） - 松尾嘉代主演
- テレビ東京版（2003年7月30日 - 2013年8月7日） - 岡江久美子主演

### テレビ朝日版とテレビ東京版の主な相違点
旅館「くわの」の所在地
テレビ朝日版では東京の新宿御苑近く。テレビ東京版では北鎌倉郊外の山間部。
桑野厚子と久保隆の関係性
テレビ朝日版では厚子と隆は愛人関係。テレビ東京版では隆が厚子に想いを寄せてはいるものの、厚子はその気持ちに気づいていない。
久保隆のキャラクター
テレビ朝日版の隆は居候している自室の隣室をビデオカメラで隠し撮りし、情事を密かに盗み見して愉しむ趣味を持ち（厚子はそれを仕方なく認めている）、事件発生時には、このビデオを基に探る。テレビ東京版の隆は「くわの」の居候から従業員となり、番頭として働いている。
レギュラー陣
テレビ朝日では「くわの」の従業員・のり子。テレビ東京版では北鎌倉署の刑事・番場周平のほか、「くわの」の仲居・古谷勝江と甘味茶店の女主人・小泉彩乃が準レギュラーで出演。

### テレビ朝日版
1984年から1993年までテレビ朝日系「土曜ワイド劇場」で放送されたシリーズ。全8回。主演は松尾嘉代。

#### キャスト（テレビ朝日版）

##### 旅館「くわの」（テレビ朝日版）
桑野厚子
演 - 松尾嘉代
女将。
のり子
演 - 小甲登枝恵（第1作）、野村昭子（第2作 - 第8作）
従業員。
久保隆
演 - 森本レオ
居候。ノンフィクション大賞を狙う作家。厚子の亡夫の元部下。

##### ゲスト（テレビ朝日版）
第1作「義姉の白い肌が夫を襲う… 女美容師の完全犯罪」（1984年）
- 絹子（美容師） - 平淑恵
- 芳江（絹子の義姉） - 吉行和子
- 秀之（絹子の夫） - 荻島真一
- 大出俊、楠トシエ、菅貫太郎、谷村昌彦、高沢順子、南美希子、川村一代、棟里佳、三木敏彦、近藤準、金内喜久夫、松下砂稚子、小沢寿美恵、吉水慶、山岡八高、江藤漢、加茂正、伊藤慶子、五野上力、村木勲、鎌田功、石竹聖海、吉田ミチ子、杉村綾子、大石源吾、久米崇載、秋坂浩美、山崎加津代

第2作「消し忘れたビデオの女 通夜にひろがるみだらな噂…」（1986年）
- 野瀬 - 佳那晃子
- 高見左知子 - 友里千賀子
- 大曽根ミホコ（大曽根健次の妻・赤羽与一の妹） - 三浦真弓
- 若槻（大曽根健次の秘書） - 星正人
- 赤羽与一（婦人服メーカー「ロリエ」社長） - 清水章吾
- 大曽根健次（「ロリエ」営業部長） - 中山仁
- 吉佐美聖子、立原令子、水田裕子、野川愛、篠田啓子、有栖川淑子、相原巨典、江川久仁夫、加茂正、山崎アミ、伊藤慶子、山浦栄、福岡康裕、吉田ミチ子、林由利子、平井一幸、久慈英朗、村木勲、吉田照義、高村和栄、山本里美、永野佐武郎、本多和行、細井ひとみ、永野周子

第3作「湯けむり旅館連続殺人 喪服の男と仮面の美女が…」（1987年）
- 久本尚美（デザイナー・桑野厚子の高校時代の同級生） - 二宮さよ子
- 高田律子（デザイナー志望） - 高樹沙耶
- 手塚（昭和スポーツ 社長） - 佐原健二
- 三杉征介（野球解説者） - 目黒祐樹
- 北詰友樹、頭師孝雄、篁友紀子、小山武宏、津山栄一、吉佐美聖子、酒井万里子、水田裕子、早瀬彦三郎、吉田照義、中川真由美、吉田小百合、高田恵梨子、佐々森勇二、吉松恵理子、後藤育子、高橋三枝、福田豊土

第4作「謎の美少女と白い帽子の女 置き忘れた免許証が…」（1988年）
- 里村加奈子（お菓子学校の事務員・涼子の妹） - 甲斐智枝美
- 森川（お菓子学校の事務局長） - 西岡徳馬
- 刑事 - 平泉成
- 恵子（お菓子学校勤務） - 城源寺くるみ
- 里村涼子（お菓子学校経営者） - 高林由紀子
- 伊藤（バーテン） - 遠藤憲一
- 浦里はる美、塩島昭彦、山吹まゆみ、吉佐美聖子、遠藤美佐子、中川真由美、中真千子、秋野陽介、仲塚康介、渡部るみ、二階堂美由紀、長谷川明男

第5作「家元争いの陰に女たちの艶やかな謀略が舞う 殺人は月明かりの稽古場で」（1989年）
- 常富泉瑛（泉宗の後妻） - 松尾嘉代（二役）
- 田中珠江（泉宗の前妻・泉の実母） - 高田美和
- 常富泉（泉宗の娘） - 福田裕子
- 常富琇芳（泉の弟子） - 山本郁子
- 前川（日本舞踊の名門「常富流」事務局長） - 清水章吾
- 江島カオリ（隆の前の会社の同僚） - 向田弓子
- 常富泉宗（「常富流」家元） - 中村竹弥
- 広田利雄（「常富流」理事） - 渥美国泰
- 井上昭文、北川勝博、鈴木喜勝、河合絃司、奈辺悟、市麻充子、大平輝夫、山田光一、木村修、山浦栄、荒陽介、作原利男、石田哲也、内田修司、渡辺るみ、山形政彦、中島真希、紫乃ゆう、花柳一、林臣子、小黒敦子、須部浩美

第6作「スポーツクラブで消された女 マッサージルームの秘密」（1991年）
- 宮島ミサコ（「ミヤジマスポーツクラブ」マネージャー） - 結城しのぶ
- 柏木悦子（マッサージ師） - 蜷川有紀
- ムロイ（「くわの」の客） - 頭師孝雄
- トワダユリ（悦子の同僚） - 山本ゆかり
- 宮島ゼンキチ（宮島ミサコの父） - 須賀不二男
- 金尾哲夫、好永康子、村木勲、芳野亜梨沙、花悠子、藤岡重慶、石井富子、矢島秀俊、五野上力、持丸雅樹、石田哲也、林田和代、石原麻由、松尾晶代、勇静華、江原正士、楠トシエ

第7作「女たちの殺人慰安旅行 忘れられた結婚指輪の秘密」（1992年）
- 三宅友恵（スーパー「バード」社長） - 岡本舞
- 岡崎美紀（スーパー「バード新宿店」パート） - 日下由美
- 三宅トキ（三宅広助の妻・友恵の姑） - 岩崎加根子
- 川岸哲司（スーパー「バード」専務） - 久富惟晴
- 牧田静夫（牧田商事 社長） - 森本レオ（二役）
- 竹岡いさお&ルイ(犬と散歩して刑事と話す)
- 日野由利加、島田果枝、坂部文昭、野村信次、須永慶、岸本功、中島元、山崎猛、小寺大介、大川万裕子、鈴木信明、石田哲也、田原慎太郎

第8作「女と男の殺人ドライブ 夕闇に匂う哀しみの殺意」（1993年）
- 篠田千花子（フリーライター） - 網浜直子
- 北野百合子（招健クラブ 事務局長） - 田島令子
- 河口洋子（招健クラブ 会員） - 正司花江
- 三浦直子（櫻田診療所 元婦長） - 桜むつ子
- 菊地和義（キクチ不動産 社長） - 宮内洋
- 加納寿一（招健クラブ 主宰者） - 志賀圭二郎
- 桜田修造（櫻田診療所 元院長） - 神山繁
- 大田早苗 - 賀田裕子
- 中村雄次（菊地の元秘書） - 藤敏也
- 足立信夫（キクチ不動産 元社員） - 伊藤高
- 二見（神奈川県警察 刑事） - 金子研三
- 野木健太郎（アナウンサー） - 御友公喜
- 勇しずか、鈴木伸幸、五野上力、山浦栄、泉福之助、小泉良江、瀬下智子、海宝茜

#### スタッフ（テレビ朝日版）
- 原作 - 佐野洋
- 脚本 - 猪又憲吾
- 音楽 - 羽田健太郎
- 監督 - 齋藤武市（第1作・第5作）、吉川一義（第2作）、日高武治（第3作・第4作・第6作）、松島稔（第7作）、野村孝（第8作）
- 製作 - テレビ朝日、東映

#### 放送日程（テレビ朝日版）
| 話数 | 放送日         | サブタイトル                                                      | 原作                              | 脚本     | 監督     | 視聴率 |
| ---- | -------------- | ----------------------------------------------------------------- | --------------------------------- | -------- | -------- | ------ |
| 1    | 1984年11月03日 | 義姉の白い肌が夫を襲う…女美容師の完全犯罪                         |                                   | 猪又憲吾 | 齋藤武市 | 24.7%  |
| 2    | 1986年03月29日 | 消し忘れたビデオの女 通夜にひろがるみだらな噂…                    | 『高すぎた代償』                  | 猪又憲吾 | 吉川一義 | 18.0%  |
| 3    | 1987年05月23日 | 湯けむり旅館連続殺人 喪服の男と仮面の美女が…                      | 『仮面の客』                      | 猪又憲吾 | 日高武治 | 23.6%  |
| 4    | 1988年11月05日 | 謎の美少女と白い帽子の女 置き忘れた免許証が…                      |                                   | 猪又憲吾 | 日高武治 | 17.7%  |
| 5    | 1989年11月04日 | 家元争いの陰に女たちの艶やかな謀略が舞う 殺人は月明かりの稽古場で | 『客の代理』 『春めいた秋』       | 猪又憲吾 | 齋藤武市 | 17.0%  |
| 6    | 1991年05月04日 | スポーツクラブで消された女 マッサージルームの秘密                 | 『逃げた女客』 『どこがでみた顔』 | 猪又憲吾 | 日高武治 | 17.6%  |
| 7    | 1992年05月30日 | 女たちの殺人慰安旅行 忘れられた結婚指輪の秘密                     | 『似ているひげ』                  | 猪又憲吾 | 松島稔   | 17.5%  |
| 8    | 1993年06月05日 | 女と男の殺人ドライブ 夕闇に匂う哀しみの殺意                       | 『似ているひげ』 『周囲の人々』   | 猪又憲吾 | 野村孝   | 15.0%  |

- 視聴率はビデオリサーチ調べ、関東地区・世帯

### テレビ東京版
2003年から2013年までテレビ東京・BSジャパン共同制作で放送されたシリーズ。全10回。主演は岡江久美子。
放送枠は「女と愛とミステリー」（第1作 - 第3作）、「水曜ミステリー9（第1期）」（第4作 - 第6作）、「水曜シアター9」（第7作）、「水曜ミステリー9（第2期）」（第8作 - 第10作）。
2001年以降の同時間の全ての2時間枠で放映されているのは、当作品と『捜査検事・近松茂道』のみである。
主演を務めていた岡江久美子が2020年4月23日に逝去したことを受け、追悼番組として「月曜プレミア8」（「水曜ミステリー9」の事実上の後継番組）にて本作の第9作目が再放送された。

#### キャスト（テレビ東京版）

##### 旅館「くわの」（テレビ東京版）
桑野厚子
演 - 岡江久美子
女将。第1作の5年前に夫を亡くしている。
久保隆
演 - 東幹久
番頭。推理作家志望の居候。厚子の亡夫は大学の先輩。厚子に恋心を抱いている。仕事と恋人を失い心の傷を癒すため「くわの」にきて、そのまま居着いた（第1作）。
瀬川樹里
演 - Sharo（シャロ）（第9作・第10作）
新人の仲居。箱根の老舗旅館「翠苑」の一人娘で、女将修業のため「くわの」で働いている（第9作）。久保と馬が合わない。
古谷勝江
演 - 田根楽子（第1作・第2作・第4作 - 第7作）、福井裕子（第3作）、松井紀美江（第8作 - 第10作）
仲居頭。東京の大学に通っている息子がいる（第1作）。
宮本千夏
演 - 松本眞佳（第8作 - 第10作）
仲居。久保に好意的。
桑野翔太
演 - 須賀健太（第1作 - 第3作）、村石麿由登（第4作 - 第6作）、藤沢健（第7作）
厚子の息子。

##### 元「くわの」の仲居（テレビ東京版）
岡野珠子
演 - 上原由恵（第1作 - 第7作）、藤沢祐里（第8作）
仲居。お金に執着がある（第1作）。
小原敏子
演 - 奏谷ひろみ（第1作 - 第7作）
仲居。物事をはっきり言う。
島村千秋
演 - 望月さや（第1作 - 第3作）、中村光里（第4作 - 第6作）、藤森麻由（第7作）
仲居。久保に好意的。

##### 神奈川県警察北鎌倉警察署（テレビ東京版）
塚越亮一
演 - 榊英雄（第1作）
刑事。番場の部下。
六波羅浩介
演 - 藤井樹（第3作・第4作）、内浦純一（第5作 - 第10作）
刑事。番場の部下。
山越亮介
演 - 堀江慶（第2作・第4作 - 第6作）
刑事。番場の部下。
工藤
演 - 野仲功（第3作）
刑事。番場の部下。
久保田
演 - 久保田龍吉（第4作）
刑事。番場の部下。
山形
演 - 志水正義（第7作）
刑事。番場の部下。
伊崎洋一
演 - 中村僚志（第9作）
刑事。番場の部下。
番場周平
演 - 西岡徳馬
主任。階級は警部。厚子の亡夫の友人で、厚子に思いを寄せている。

##### その他（テレビ東京版）
小泉彩乃
演 - 清水めぐみ
厚子の友人。甘味茶店の主人で店名は、茶寮「風花」（第1作 - 第3作） → 甘味処「山里」（第4作） → 甘味処「彩」（第6作 - 第9作） → 甘味茶店「彩乃」（第10作）。

##### ゲスト（テレビ東京版）
第1作「北鎌倉不倫殺人旅行」（2003年）
- 大坂秀之（喫茶店経営） - 本田博太郎
- 沼田勝（鎌倉北郵便局 局員） - 小宮孝泰
- 高戸紀代（以前「くわの」を利用した客） - 奈良富士子
- 榊原雅治（幸福物産 営業部長） - 谷本一
- 浮気夫の妻 - 野平ゆき
- 小柳繭美（ホステス・榊原の愛人） - 尾道凛
- 浮気夫 - 後藤康夫
- 鎌倉北郵便局 局員 - 吉沢眞人
- 茶寮「風花」のおばさん客 - 須永千重
- 茶寮「風花」店員 - 都築めぐみ
- 鎌倉駅員 - 下崎篤
- 浮気夫の不倫相手 - 山内紅実
- 大坂秀一（秀之と絹子の息子・1年前病死） - 染谷将太
- 刑事 - 三倉翔
- 大坂芳子（秀之の兄の妻） - 中山麻理
- 大坂絹子（秀之の妻） - 川島なお美

第2作「女と指輪の殺人」（2004年）
- 江島まり（「月刊OFF STYLE」編集部 記者・久保隆の元恋人） - 国生さゆり
- 山岸聖一（スーパーの店員・偽名「埼玉」） - 尾美としのり
- 江島哲也（まりの夫） - 四方堂亘
- 金村典弘（窃盗犯） - 遠山俊也
- 北岡唯夫（美紀の夫・婿養子） - 日比野玲
- 坂上（窃盗犯） - グラシアス小林
- 坂上雪枝（坂上の妻・窃盗犯） - かとうあつき
- 福田（カメラマン） - 貴山侑哉
- 浮気夫 - 矢作公一
- まりの母 - 松浪志保
- 浮気夫の妻 - 鷹家昌子
- 北岡の愛人 - 後藤祐里
- 渡部久美（スーパーのパート従業員） - 内田春菊
- 北岡美紀（資産家の一人娘） - 高畑淳子

第3作「北鎌倉 嫉妬と不倫殺人」（2005年）
- 新庄友枝（誠一の妻） - 有森也実
- 朝倉恵（渡辺の婚約者） - 生稲晃子
- 新庄誠一（和菓子屋「しんじょう」社長・保の息子） - 佐戸井けん太
- 森永広司（鎌倉デザイン社 社員） - 中村繁之
- 渡辺彬（和菓子屋「しんじょう」営業マン） - 井田國彦
- 時田の妻 - 清水よし子
- 明美（主婦売春の女） - 和泉ちぬ
- 坂下巧（西田瞳の恋人） - にわつとむ
- 時田（「くわの」の客） - 仲本工事
- 新庄保（和菓子屋「しんじょう」会長） - 佐野浅夫

第4作「京都・箱根・鎌倉不倫カップル連続失踪殺人事件」（2005年）
- 井上琴美（小物店「夢工房」店主・和代の実娘） - 遠山景織子（少女期：大島正華）
- 天童結衣（偽名「本宮小雪」） - 大西結花
- 天童智彦（結衣の夫・プログラマー） - 神保悟志
- 松田俊一（小物店「夢工房」オーナー・琴美の恋人） - 大橋てつじ
- 島谷貴明（偽名「本宮琢磨」・結衣の愛人） - 菊池隆則
- 井村勝（京都「清流館」番頭） - 池田政典
- 宮下学（偽名「田中一郎」・中華料理店店長） - 徳井優
- 山村富雄（箱根中央警察署 刑事） - 片桐竜次
- 西本仁（京都「清流館」元板前・14年前死亡） - 志水正義
- 宮下園子（学の妻） - 渡会久美子
- 篠崎（箱根中央警察署 刑事） - 渡部大輔
- 小山はるか（偽名「田中明子」） - 伊藤あい
- 清瀬しのぶ（京都「清流館」女将） - 姿晴香
- 江田和代（本名「江原恵美子」・琴美の実母） - 栗原小巻

第5作「不倫同窓会殺人事件」（2006年）
- 浅尾由紀（生活相談センター 職員） - 中山忍
- 杉浦治（由紀の大学の同級生・弁護士） - 大浦龍宇一
- 高島巴（主婦・偽名「佐藤ひろみ」） - 木内晶子
- 富岡龍二（チンピラ） - 渡嘉敷勝男
- 田口武弘（IT企業取締役） - 六角精児
- 倉内奈緒（評論家） - 池田昌子
- 北畑久義（弁護士） - 大谷俊平
- 山下志保子（主婦） - 伊藤留奈
- 西原（刑事） - 福井晋
- 高島慎一（巴の夫・無職） - デビット伊東
- 杉浦るり子（治の妻） - 北原佐和子

第6作「北鎌倉・年の差不倫殺人事件」（2007年）
- 高倉知世（鎌倉彫「赤木」従業員） - 中島ひろ子
- 高倉千里（知世の妹・赤木の浮気相手・旅館「古久家」元仲居） - 持田真樹
- 古川重明（元パチンコ店主） - 不破万作
- 安永健二（千里の元恋人・旅館「古久家」元番頭見習） - 西興一朗
- 赤木美智子（鎌倉彫「赤木」女将・赤木の妻） - 中村千怜
- 古川真奈美（古川の妻） - 有沢妃呂子
- 坂崎学（ホスト・真奈美の愛人） - 金井茂
- 靖子（旅館「古久家」女将） - 時任歩
- 千里のアパート管理人 - 青柳文太郎
- 浮気妻 - しのへけい子
- 浮気夫（浮気妻の夫） - 花ヶ前浩一
- 弁護士 - 岡崎宏
- 郵便配達員 - 枝光利雄
- 鑑識課員 - 柳東史
- 浮気妻の相手（ホスト） - 東武志
- 浮気夫の相手（ホステス） - 渡部彩
- 谷山敦夫（神奈川県警北鎌倉警察署 刑事・古川の知り合い） - 北見敏之
- 赤木裕也（鎌倉彫「赤木」店主・旧姓「田山」で婿養子・10年前は鎌倉彫「高倉」職人） - 井上純一

第7作「奇妙な客が死んだ夜」（2009年）
- 内藤由香里（篠原の内縁の妻） - 原千晶
- 篠原勲（偽名「高橋貞雄」・偽パイロット・元暴力団「銀友会」構成員） - 増沢望
- 根岸瞳（偽名「高橋光子」・偽バイオリニスト・旧姓「寺内」） - 星ようこ
- 小島郁美（瞳の友人・根岸のレストラン経理） - 中村綾
- 根岸正彦（瞳の夫・イタリアレストランのオーナーシェフ） - 須藤雅宏
- 沢野信一（継夫の甥・沢野経営企画室の経営コンサルタント） - 一条俊
- 佐久間正（飯山温泉「狸榮館」主人） - 頭師佳孝
- 高橋継夫（本物の貞雄と光子の父） - 園田裕久
- 高橋キヨ（本物の貞雄と光子の母・継夫の妻・認知症で介護付有料老人ホーム「オーシャンビュー湘南荒崎」入所者） - 吉本選江
- 留美（甘味茶店「彩乃」常連客） - 秋山エリサ
- 佐久間克代（飯山温泉「狸榮館」女将・正の妻） - 三谷侑美
- 佐々木由彦（和江の弟・東京孔成大学文学部 講師・10年前死亡） - 河野安郎
- 悦子（飯山温泉「狸榮館」仲居・正の不倫相手） - 工藤めぐみ
- 第一発見者 - 山崎海童
- 北鎌倉総合病院 医師 - 山崎栄
- 佐々木和江（月刊ミステリーワールド 編集長） - かとうかず子

第8作「北鎌倉心中 死ねなかった女」（2011年）
- 吉岡咲子（7年前の心中事件の生存者・雅鳳の弟子） - 高橋かおり
- 田中綾子（美峰堂呉服店 社長・田中の妻） - 田中美奈子
- 藤尾拓哉（美峰堂呉服店 社長室長） - 長谷川朝晴
- 田中光彦（7年前の心中事件で死んだ咲子の不倫相手） - 小須田康人
- 柴田（警視庁新宿西警察署 主任） - 深水三章
- 高山みどり - 中原果南
- 清水雅鳳（鎌倉彫「長谷工房」職人） - 森下哲夫
- 橋口チエ（留置所の面会人） - 大島蓉子
- 山梨（「くわの」の離れの客） - ダンディ坂野
- 真理（「くわの」の離れの客・山梨の恋人） - 清水よし子
- 伊勢（みどりの浮気相手・ホスト） - 岩﨑大
- 丸山（警視庁新宿西警察署 刑事） - 荒木健太朗
- 天野（和装小物「天海堂」主人） - 青柳文太郎
- 川崎芳子（女医） - 水谷理砂
- 加奈子（美峰堂呉服店 秘書） - 堤千穂
- 三上秋彦（やまと着物 店主） - 魔裟斗

第9作「宝石の甘い罠」（2012年）
- 明石智子（花仙流 華道家） - 手塚理美
- 友坂真理子（川原探偵社 調査員・智子の兄の娘） - 小沢真珠
- 広中千佳（高木のアシスタント） - 保田圭
- 川原正信（川原探偵社 所長） - 島田洋八
- 警官A - 遠山俊也
- 坂本陽子（坂本の妻） - 杉山彩子
- 中年男性 - ダンディ坂野
- 由美子（ジュエリーショップ「CHARMY」店員） - 西岡優妃
- 坂本（浮気調査対象者） - 若杉宏二
- 荻原忠行（元会社役員・無職・婿養子） - 紀伊修平
- 浮気夫の妻 - 星野園美
- 不倫男性妻 - 小澤美和
- 真理子の元夫 - 佐藤一平
- 高木信也（ルポライター・智子の恋人） - 金子昇

第10作「禁じられた愛 北鎌倉悲恋殺人」（2013年）
- 松波映二（焼き鳥屋・実は早苗の元夫・比呂美の実父） - 岩城滉一
- 稲場早苗（人気作家・実は松波の元妻） - 高橋ひとみ
- 稲場比呂美（早苗の娘・松波の実子） - 西原亜希
- 蔵田ゆかり（ホステス） - 麻尋えりか
- 等々力麻里 - 山崎直子
- 飯倉晋平（医学部研究員） - 高知東生
- 稲場和人（早苗の弟） - デビット伊東
- 留美 - 竹生朱里
- 女優 - 川村りか
- 助監督 - 城野マサト
- 宮田（刑事） - 三宅克治
- 前園雄作（映画監督・早苗の知人） - 相島一之

#### スタッフ（テレビ東京版）
- 原作 - 佐野洋「密会の宿」シリーズ（徳間文庫）
- 脚本 - 深沢正樹（第1作 - 第6作・第9作）、今井詔二（第7作）、安井国穂（第8作）、待田多香美（第10作）
- 監督 - 和泉聖治（第1作・第2作・第4作 - 第7作）、五木田亮一（第3作）、松本健（第8作 - ）
- 製作 - 国際放映、テレビ東京、BSジャパン

#### 放送日程（テレビ東京版）
| 話数 | 放送日         | サブタイトル                                 | 原作             | 脚本       | 監督       | 視聴率 |
| ---- | -------------- | -------------------------------------------- | ---------------- | ---------- | ---------- | ------ |
| 1    | 2003年07月30日 | 北鎌倉不倫殺人旅行                           | 『乱れた末に』   | 深沢正樹   | 和泉聖治   | 12.0%  |
| 2    | 2004年06月09日 | 女と指輪の殺人                               | 密会の宿シリーズ | 深沢正樹   | 和泉聖治   | 12.5%  |
| 3    | 2005年01月26日 | 北鎌倉 嫉妬と不倫殺人                        | 密会の宿シリーズ | 深沢正樹   | 五木田亮一 | 10.1%  |
| 4    | 8月10日        | 京都・箱根・鎌倉不倫カップル連続失踪殺人事件 | 密会の宿シリーズ | 深沢正樹   | 和泉聖治   | 12.1%  |
| 5    | 2006年05月31日 | 不倫同窓会殺人事件                           | 密会の宿シリーズ | 深沢正樹   | 和泉聖治   | 08.8%  |
| 6    | 2007年09月12日 | 北鎌倉・年の差不倫殺人事件                   | 密会の宿シリーズ | 深沢正樹   | 和泉聖治   | 11.5%  |
| 7    | 2009年07月01日 | 奇妙な客が死んだ夜                           | 密会の宿シリーズ | 今井詔二   | 和泉聖治   | 06.1%  |
| 8    | 2011年12月14日 | 北鎌倉心中 死ねなかった女                    | 密会の宿シリーズ | 安井国穂   | 松本健     | 08.7%  |
| 9    | 2012年06月27日 | 宝石の甘い罠                                 | 密会の宿シリーズ | 深沢正樹   | 松本健     | 09.1%  |
| 10   | 2013年08月07日 | 禁じられた愛 北鎌倉悲恋殺人                  | 密会の宿シリーズ | 待田多香美 | 松本健     | 06.6%  |

- 視聴率はビデオリサーチ調べ、関東地区・世帯